# Akcent
Akcent is een Roemeense jongensgroep, opgericht in 1999. De leden komen uit Baia Mare, een stad in het noordwesten van Roemenië.

## Leden
De groep bestaat uit:
- Adrian Claudiu Sână (Zie: Adrian Sina)
- Sorin Ștefan Brotnei
- Mihai Gruia

Ex-leden:
- Ramona Barta
- Marius Nedelcu

## Biografie
Akcent bestond in het begin uit Adrian Sana en Ramona Barta. Samen hadden ze het album 'Senzația', maar na dat album trouwde Ramona, en verliet ze Roemenië. Een jaartje later kwam Adrian terug, met Marius, Mihai en Sorin, met hun single 'Ti-Am Promis'. De daarop volgende singles 'Prima Iubire' en 'În Culori' werden erg succesvol, met als vervolg het album 'În Culori'. Hierna volgde het album '100 BPM'(one hundred beats per minute, wat staat voor de hartslag tijdens een zoen), met hierop de singles 'Buchet De Trandafiri' en 'Suflet Pereche'. Het daarop volgende album telde maar 6 nummers, met onder andere 'Povește De Viata' en 'Spune-mi (Hey Baby)'. Daarna kwam het album 'S.O.S.', met daarop Dragoste De Închiriat, in Nederland beter bekend als Kylie. Om internationaal door te breken, tekende Akcent een contract bij de platenmaatschappij van Gigi d'Agostino, met succes. Akcent heeft nu fans in onder andere Nederland, Frankrijk, Spanje, Polen, Noorwegen, Finland en Rusland.
Inmiddels heeft Akcent ook een eerste album met hoogtepunten uitgebracht; Primul Capitol (het eerste hoofdstuk). Hierop waren Jokero en French Kiss al te horen. Jokero is dus bij de echte diehard fans van Akcent al vanaf eind januari bekend. Nu doen ze een poging om met Jokero de zomerhit te pakken.
Binnenkort ligt het album 'French Kiss with Kylie' hier in de winkel, met daarop uiteraard Kylie en Jokero, maar ook de onbekende nummers I Swear, 4 Seasons in 1 day, Last Summer (een Engelse versie van 'Ultima Vara' waarvan de eerste versie op Senzația stond, de tweede op S.O.S.), S.O.S. (aldus een Engelse versie van de song die op de gelijknamige cd staat), French Kiss, Phonesex, Spune-mi (hey baby) (de Roemeense versie), I'm Buying You Whisky, Suflet Pereche en, verrassend genoeg, Dragoste De Închiriat. Wanneer dit album uitkomt is nog niet bekend, maar het zal zo rond begin september zijn.
Akcent is op dit moment erg druk bezig met televisieprogramma's. Bijna overal zijn ze te gast en hebben uiteraard ook een interview. Een paar maanden geleden zijn er nieuwe nummers ingezongen. De titels zijn: 'Feel me',' Religious girl',' Let's Talk About It', 'Baby' en 'Red Bikini'.
Van het nummer 'Let's Talk About It' is sinds kort een videoclip te zien. 'Red Bikini' is de Engelse versie van 'Ti-am Promis'. Akcent treedt bijna nooit meer op in Nederland. Op de officiële site is een forum waar je iets achter kunt laten. Ook kun je met de andere 'Akcent-fans' te praten.
Na een aantal jaar moet Marius Nedelcu Akcent verlaten. Nadat ze dat een tijdje geprobeerd hadden viel dat toch aardig tegen en vroegen ze Marius terug, waar hij niet op in ging. Marius is nu bezig met een solocarrière die enigszins succesvol verloopt.
Naast het project Akcent is Adrian bezig met een eigen carrière ernaast. Zo heeft hij ook liedjes naast Akcent met andere artiesten. Ook is hij succesvol dj en producer.

## Discografie

### Albums
- 2000 - Senzatia
- 2002 - In culori
- 2003 - 100 BPM
- 2004 - Poveste de viata
- 2005 - S.O.S.
- 2006 - Primul Capitol
- 2006 - French Kiss with Kylie
- 2007 - King of Disco
- 2009 - True Believers

### Singles
| Single met eventuele hitnotering(en) in de Nederlandse Top 40 | Datum van verschijnen | Datum van binnenkomst | Hoogste positie | Aantal weken | Opmerkingen             |
| ------------------------------------------------------------- | --------------------- | --------------------- | --------------- | ------------ | ----------------------- |
| Kylie                                                         | 13-7-2005             | 30-7-2005             | 4               | 13           | Dancesmash op Radio 538 |
| Jokero                                                        | 15-6-2006             | 15-7-2006             | 18              | 10           | Dancesmash op Radio 538 |
| French kiss                                                   | 2007                  |                       |                 |              |                         |
| That's my name                                                | 2009                  |                       |                 |              |                         |